# Masullas
Masullas é uma comuna italiana da região da Sardenha, província de Oristano, com cerca de 1.190 habitantes. Estende-se por uma área de 18 km², tendo uma densidade populacional de 66 hab/km². Faz fronteira com Gonnoscodina, Gonnostramatza, Mogoro, Morgongiori, Pompu, Simala, Siris, Uras.